# Брод-Крік (Північна Кароліна)
Брод-Крік (англ. Broad Creek) — переписна місцевість (CDP) в США, в окрузі Картерет штату Північна Кароліна. Населення — 1968 осіб (2020).

## Географія
Брод-Крік розташований за координатами 34°44′8″ пн. ш. 76°55′21″ зх. д. / 34.73556° пн. ш. 76.92250° зх. д. (34.735506, -76.922416).  За даними Бюро перепису населення США в 2010 році переписна місцевість мала площу 8,07 км², з яких 8,05 км² — суходіл та 0,03 км² — водойми.

## Демографія
Згідно з переписом 2010 року, у переписній місцевості мешкали 2334 особи в 898 домогосподарствах у складі 663 родин. Густота населення становила 289 осіб/км².  Було 1051 помешкання (130/км²).
Расовий склад населення:
| - 92,5 % — білих - 2,0 % — чорних або афроамериканців - 0,8 % — корінних американців - 0,3 % — азіатів - 0,1 % — вихідців з тихоокеанських островів - 1,4 % — осіб інших рас |

До двох чи більше рас належало 2,9 %. Частка іспаномовних становила 3,6 % від усіх жителів.
За віковим діапазоном населення розподілялося таким чином: 24,2 % — особи молодші 18 років, 63,4 % — особи у віці 18—64 років, 12,4 % — особи у віці 65 років та старші. Медіана віку мешканця становила 39,9 року. На 100 осіб жіночої статі у переписній місцевості припадало 101,4 чоловіків;  на 100 жінок у віці від 18 років та старших — 93,7 чоловіків також старших 18 років.
Середній дохід на одне домашнє господарство  становив 47 665 доларів США (медіана — 41 000), а середній дохід на одну сім'ю — 49 814 долари (медіана — 45 156). Медіана доходів становила 32 656 доларів для чоловіків та 38 207 доларів для жінок. За межею бідності перебувало 24,0 % осіб, у тому числі 37,9 % дітей у віці до 18 років та 15,4 % осіб у віці 65 років та старших.
Цивільне працевлаштоване населення становило 1132 особи. Основні галузі зайнятості: освіта, охорона здоров'я та соціальна допомога — 18,8 %, роздрібна торгівля — 15,5 %, мистецтво, розваги та відпочинок — 15,3 %.